# 二(三甲基硅基)氨基铟(III)
二(三甲基硅基)氨基铟(III)是一种无机化合物，化学式为In[N(TMS)2]3，其中TMS表示三甲基硅基。它可由三氯化铟和二(三甲基硅基)氨基锂在乙醚中反应制得。它和羧酸在甲苯中反应，可以得到[H3O]x[NH4]yIn(ORc)z（Rc为羧酸根）。